# 1499
Năm 1499 là một năm trong lịch Julius.

## Mất
- Ngô Sĩ Liên.